# موز غريب
موز غريب (الاسم العلمي:Musa exotica) هو نوع من النباتات يتبع جنس الموز من فصيلة الموزية.